# Pagamea guianensis
Espèce
Synonymes
Selon Tropicos (23 février 2022)
- Psychotria macbridei Standl.

Selon GBIF (23 février 2022)
- Pagamea guianensis var. typica Standl.

Pagamea guianensis est une espèce néotropicale d'arbre, appartenant à la famille des Rubiaceae. Il s'agit de l'espèce type du genre Pagamea Aubl..

## Description
Pagamea guianensis est un arbre ou arbuste, atteignant 2-6(-13) m de haut, avec des rameaux de 2,6-6,5 mm de diamètre ; 
Les feuilles mesurent 6,5-14,3 × 1,8-5,2 cm, avec des bords plats, 0-7 touffes de poils barbés sur un côté de la nervure centrale en dessous, le limbe glabre à peu pubescent, et des trichomes longs de 0,4-0,7 mm.
On compte 4-10 paires de nervures secondaires.
Le pétiole est long de 1-2,8 cm.
Les stipules sont longs de 2-17 mm, rapidement caduques, avec des sétules longues de 1,6-9 mm.
Les inflorescences comportent 14-80(-124) fleurs, avec un axe primaire long de 2,5-11,3 cm, des pédoncules longs de 1,5-8,3 cm, et des axes secondaires longs de 0-7 cm.
L'ovaire est striguleux à l'apex, visiblement entre les septa, rarement glabre.
Le calice est glabre ou peu pubescent à l'intérieur, avec des lobes longs de 0,5-1,7 mm.
Les fruits sont ellipsoïdes, mesurant 4,4-8,5 × 4-7,2 mm
En 1953, Lemée en propose la description suivante de Pagamea guianensis :

« Arbrisseau à tiges d'abord pubérulentes puis bientôt glabres ; feuilles de 0,06-0,08 sur 20-23 mm., lancéolées aiguës-acuminées, à base graduellement atténuée en pétiole, coriaces, plus pâles en dessous, avec 6-7 paires de nervures, gaine stipulaire de 7 mm. avec arêtes interpétiolaires de 3 mm. ; . inflorescences aux aisselles supérieures, dépassant les rameaux, pédonculées, formées de capitules sessiles le long du rachis ou avec les capitules inférieurs brièvement pédonculés ; fleurs à calice irrégulièrement denté ou lobé, corolle d'un vert jaunâtre 4- ou 5-mères sur la même plante à tube de 2 mm. et lobes de 2 et demi, style à 2 lobes filiformes ou fendu jusqu'à la base ; drupe de 5 mm. sur 4, verte ou bleue entourée à la base par le calice ligneux. - Maroni, Tollinche, Charvein (R. Benoist). »

— Albert Lemée, 1953.

## Taxonomie
Le nom Pagamea guianensis a été utilisé dans un sens très large pour désigner de nombreuses espèces dans toute l'aire de répartition du genre, et a parfois été appliqué à tort à des lignées qui ne sont pas immédiatement apparentées,. 
Pagamea guianensis compte deux à 5 variétésTropicos (23 février 2022) :
- Pagamea guianensis var. angustifolia Progel
- Pagamea guianensis var. guianensis
- Pagamea guianensis var. macrocarpa Steyerm.
- Pagamea guianensis var. parviflora Spruce
- Pagamea guianensis var. pilosa Standl.

## Répartition
Pagamea guianensis est présente sur une aire de répartition allant du Venezuela Amazonas, Apure) au Brésil en passant par le Guyana, le Suriname et la Guyane.

## Écologie
Pagamea guianensis pousse dans les forêts ripicoles et formations arbustives sur sables blancs temporairement inondés (bana, campina, campinarana), à 25-300 m d'altitude.
Les fruits sont consommés et les graines disseminées par le Tangara à bec d'argent (Ramphocelus carbo).
Pagamea guianensis est l'arbre ayant la seconde biomasse aérienne la plus élevée (1,14 t.ha-1) dans un écosystème de "campina" du Roraima.
La place écosystèmique de Pagamea guianensis a été abordée dans des savanes du nord du Suriname.

## Usages
Pagamea guianensis est une espèces pionnières employée pour la restauration des zones dunaires dégradées sur la côte amazonienne.
Chez les Mestizo de Iquitos, la décoction de tiges séchées est utilisée pour sa substance amère ("principio amargo"). Les espèces du genre Pagamea (ex: Pagamea macrophylla) sont employées traditionnellement pour leurs propriétés psychoactives.
L'extrait de ses feuilles présente de légères propriétés anti-paludéennes.

## Protologue

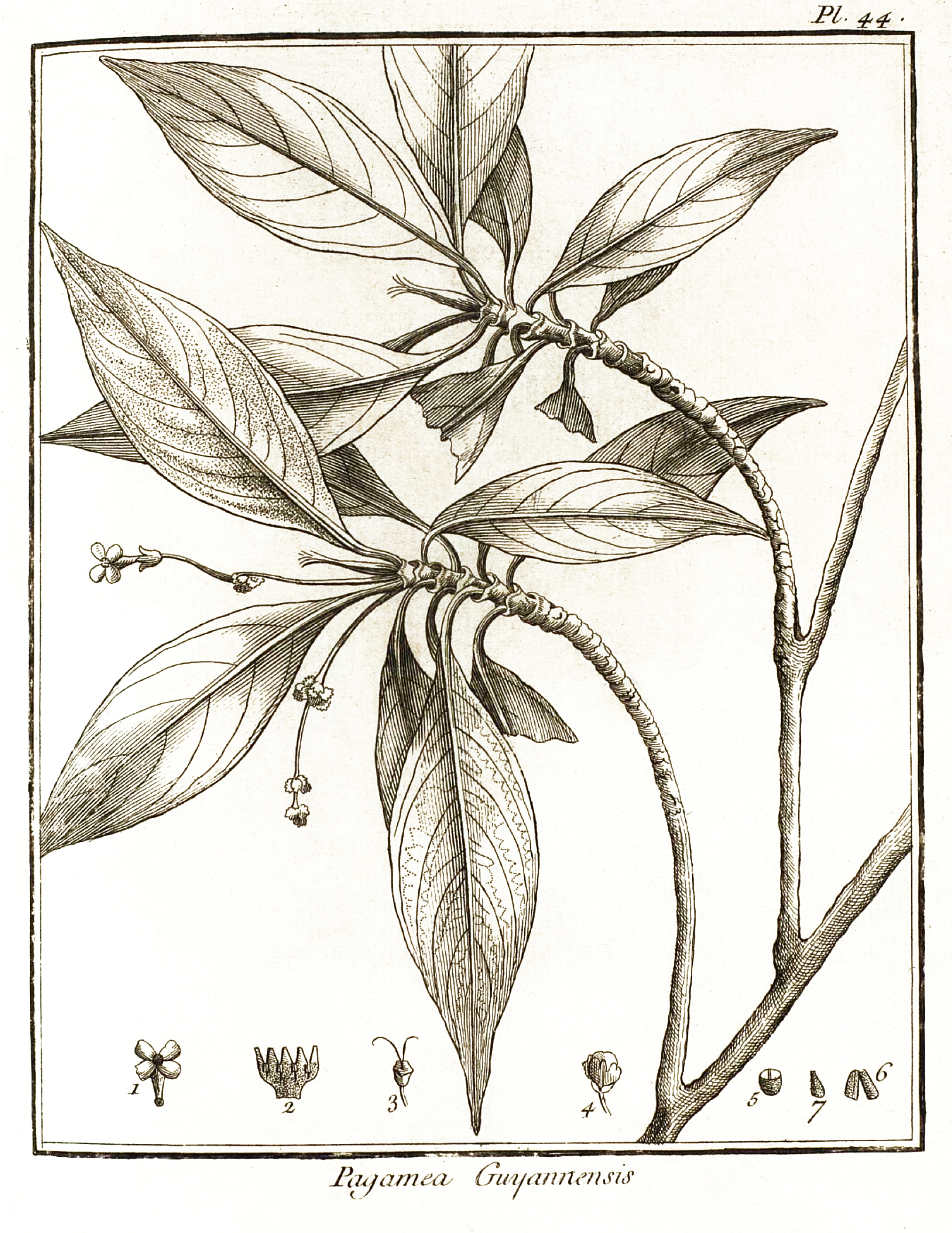
Pagamea guianensis par Aublet (1775)
Planche 44 - 1. Corolle. - 2. Corolle ouverte. Étamines. - 3. Calice. Ovaire. Styles. Stigmates. - 4. Baie. - 5. Un oſſelet coupe en travers. - 6. Semence à deux cotylédons. - 7. Un cotylédon de la ſemence.

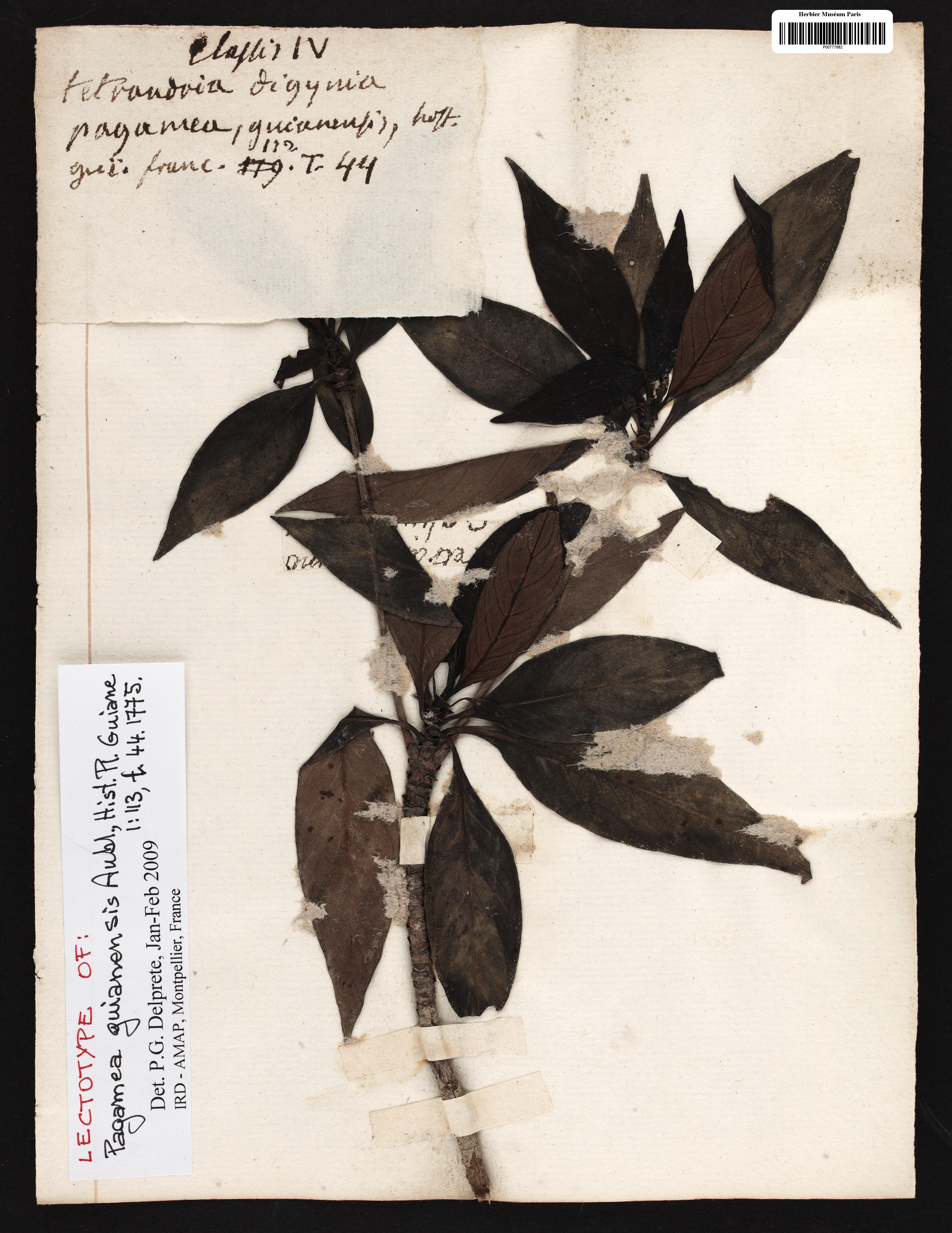
échantillon type Pagamea guianensis collecté par Aublet en Guyane

En 1775, le botaniste Aublet propose le protologue suivant : 

« 1. PAGAMA guianensis. (Tabula 44.)
Frutex, ſeptem aut octo-pedalis, ramoſus, ramulis inclinatis. Folia oppoſita, lanceolata, glabra, integerrima, petiolata, petiolis adhærent. Stipula amplexicaulis, biloba, lobis acutis, oppoſitis. Flores ſeſſiles, oppoſiti, laxc ſpicati, axillares, & terminales.
Florebat & fructum ferebat Auguſto.
Habitat prope & fupra montem Serpent dictum.

LE PAGAMIER de la Guiane. (PLANCHE 44.)
Cet arbrisseau a ſept à huit pieds de haut. Son tronc a environ cinq pouces de diamètre. Son écorce eſt inégale, gerſée & rouſsâtre. Son bois eſt dur & de couleur jaunâtre. Il jette des branches raboteuſes, qui ſe répandent d'un côté & d'autres.
Ses feuilles viennent au ſommet des branches, deux à deux, oppoſées, & en croix, ſurmontées de deux stipules qui forment une gaine. Les feuilles ſont entières, d'un beau verd, liſſes, molles, elles ont trois pouces & demi de longueur, un pouce environ de largeur, & ſont terminées par une longue pointe. Les nervures, qui partent & la côte du milieu, s'étendent en ſe courbant, & ſe prolongent juſques vers le haut.
Le calice eſt d'une ſeule pièce, à cinq dentelures.
La corolle eſt d'une ſeule pièce ; ſon tube eſt court, blanc, diviſé à ſon ſommet en quatre parties égales & velues.
Les étamines ſont au nombre de quatre, très petites, attachées a la paroi intérieure du tube, entre ſes diviſions.
Le piſtil eſt un ovaire qui porte deux styles, termines par un STIGMATE aigu.
L'ovaire devient une baie verte, adhérente au calice, qui contient deux petits oſſelets, dont l'un eſt ſouvent avorté ; & l'autre étant coupe en travers, montre deux loges, dans chacune deſquelles eſt une SEMENCE.
Cet arbriſſeau étoit en fleur & en fruit dans le mois d'Août.
Je l'ai trouvé au ſommet de la montagne Serpent, & à l'habitation appellée Gallion. »

— Fusée-Aublet, 1775.

## Galerie

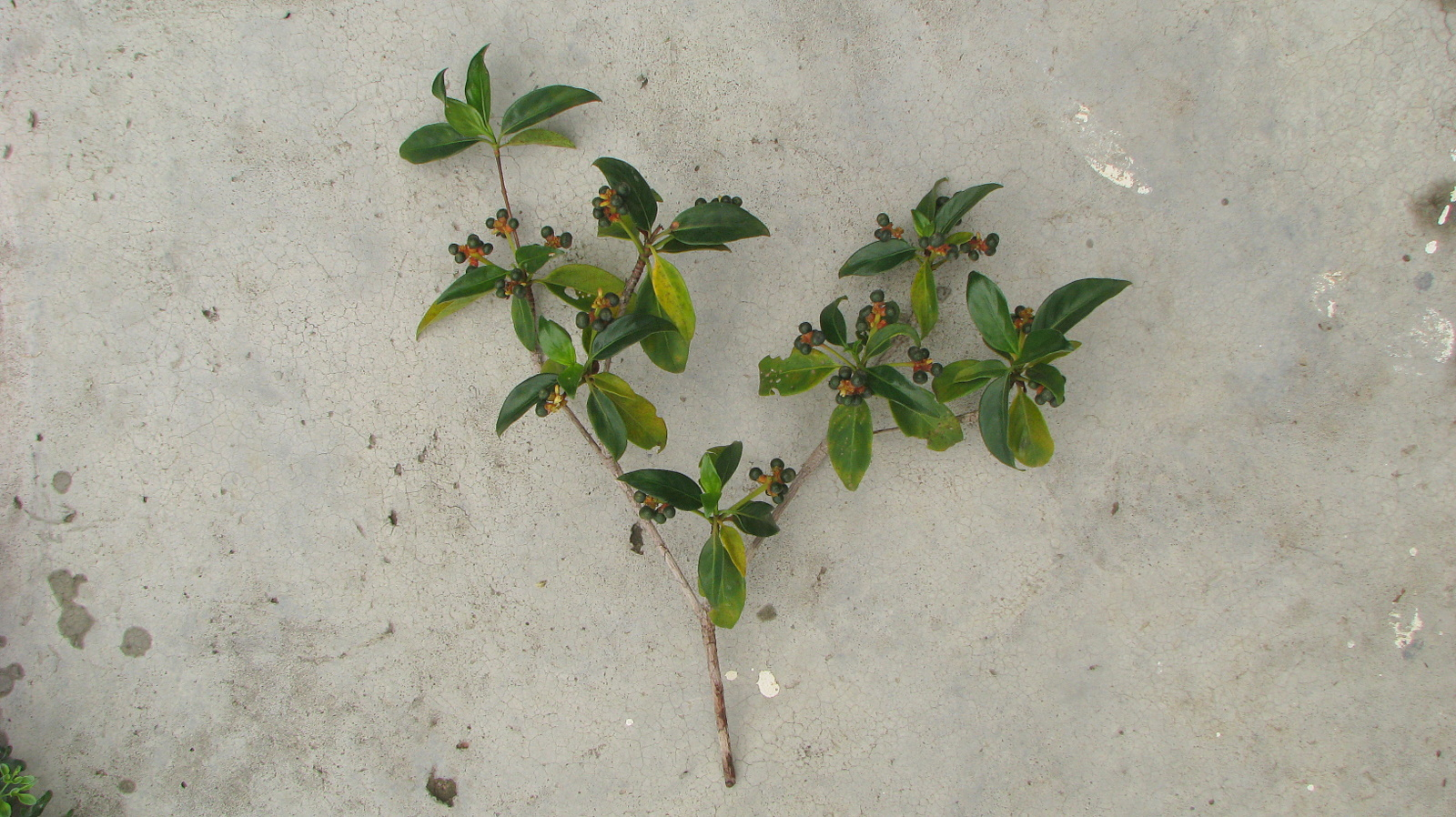
rameau fructifère de Pagamea guianensis dans la région de Bahia (Brésil)
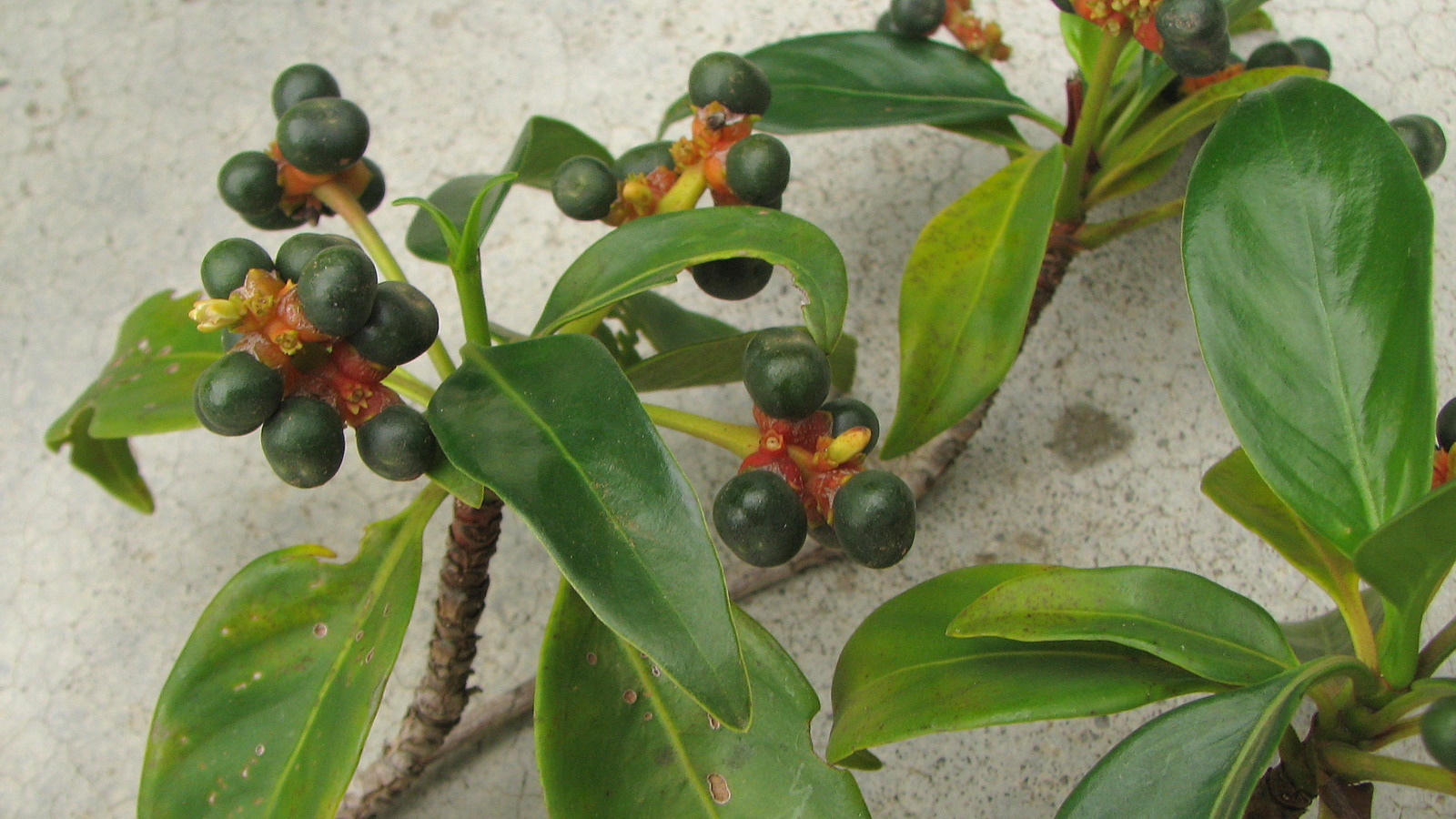
rameau fructifère
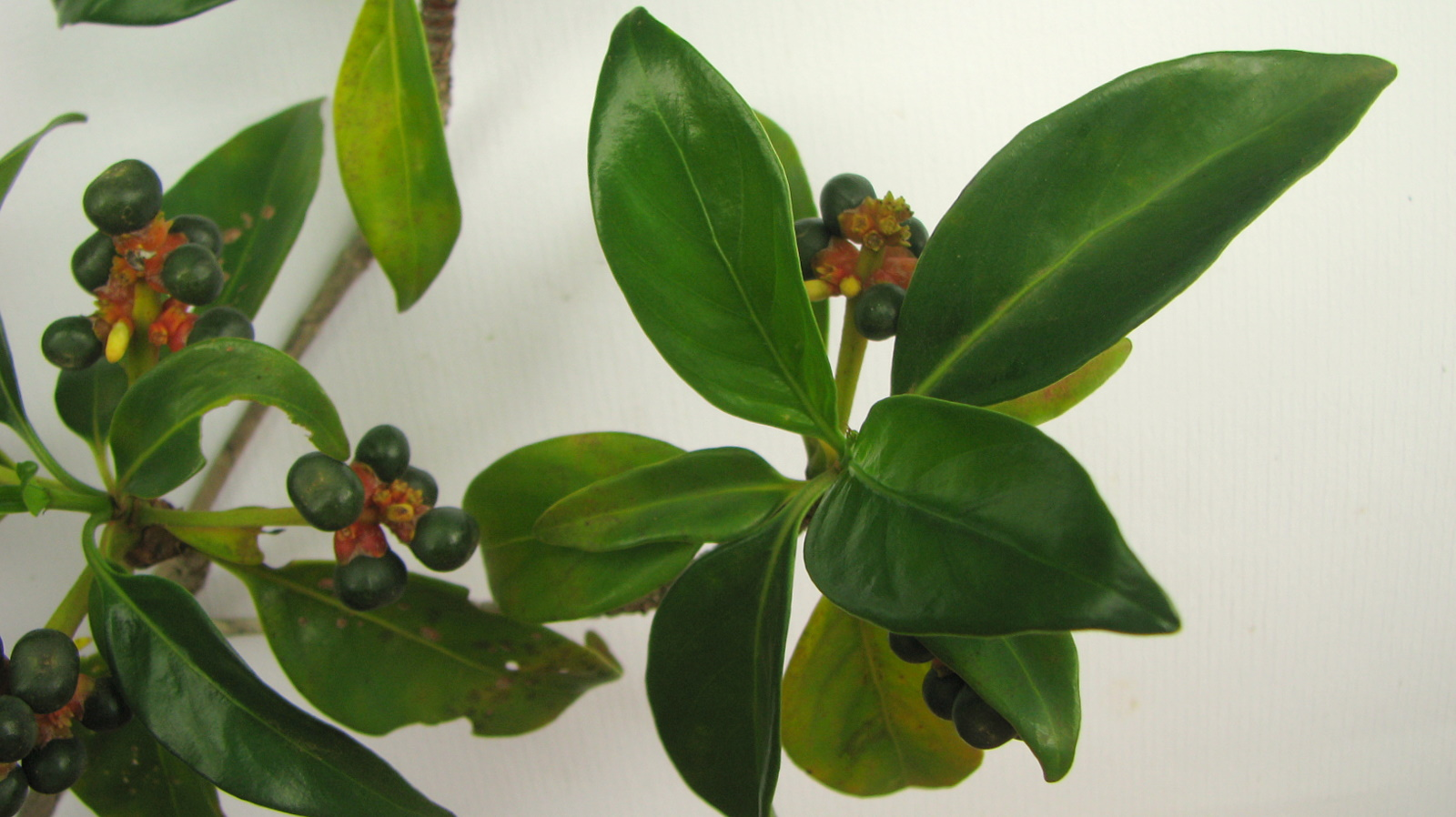
rameau fructifère
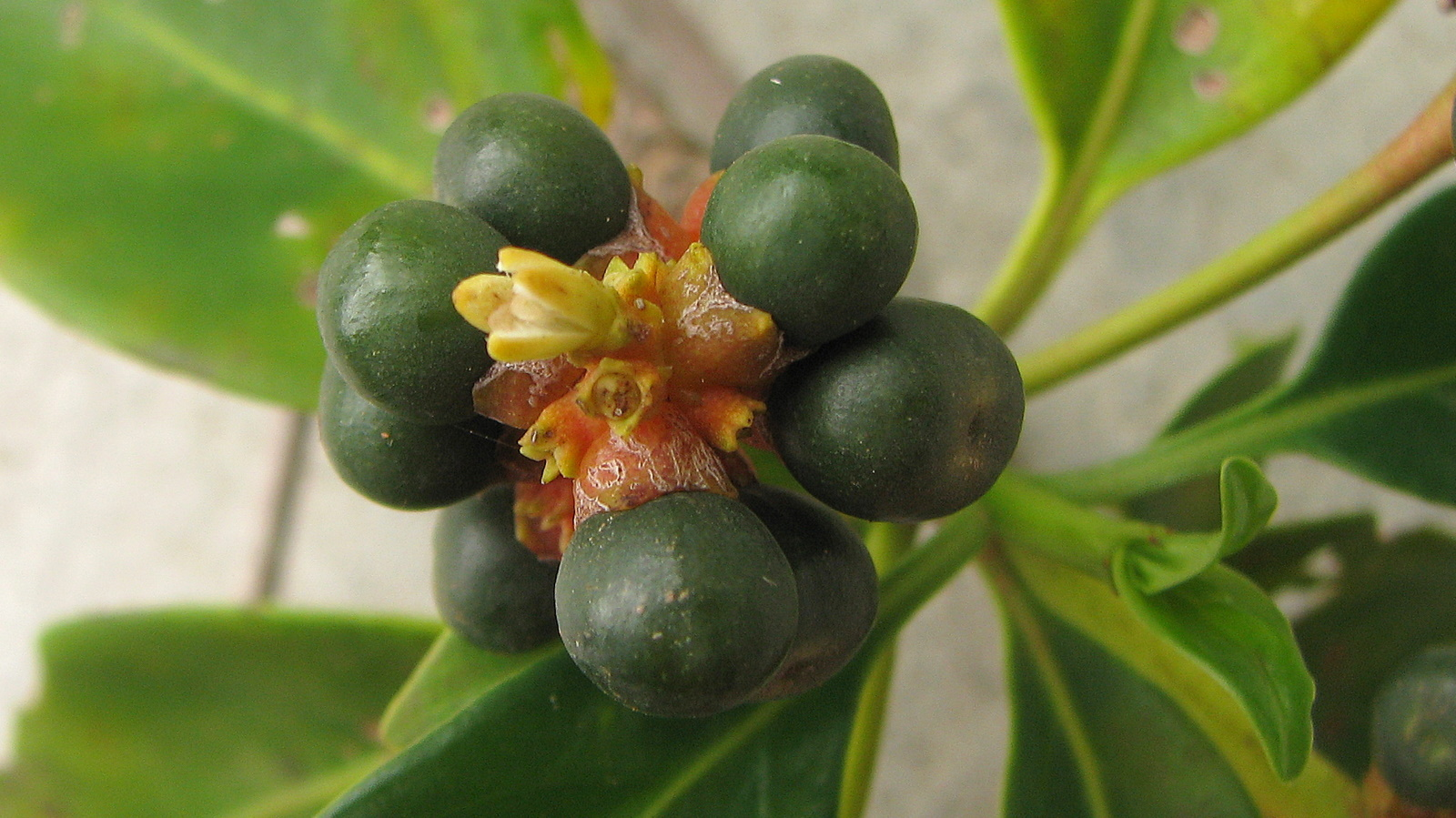
infrutescence
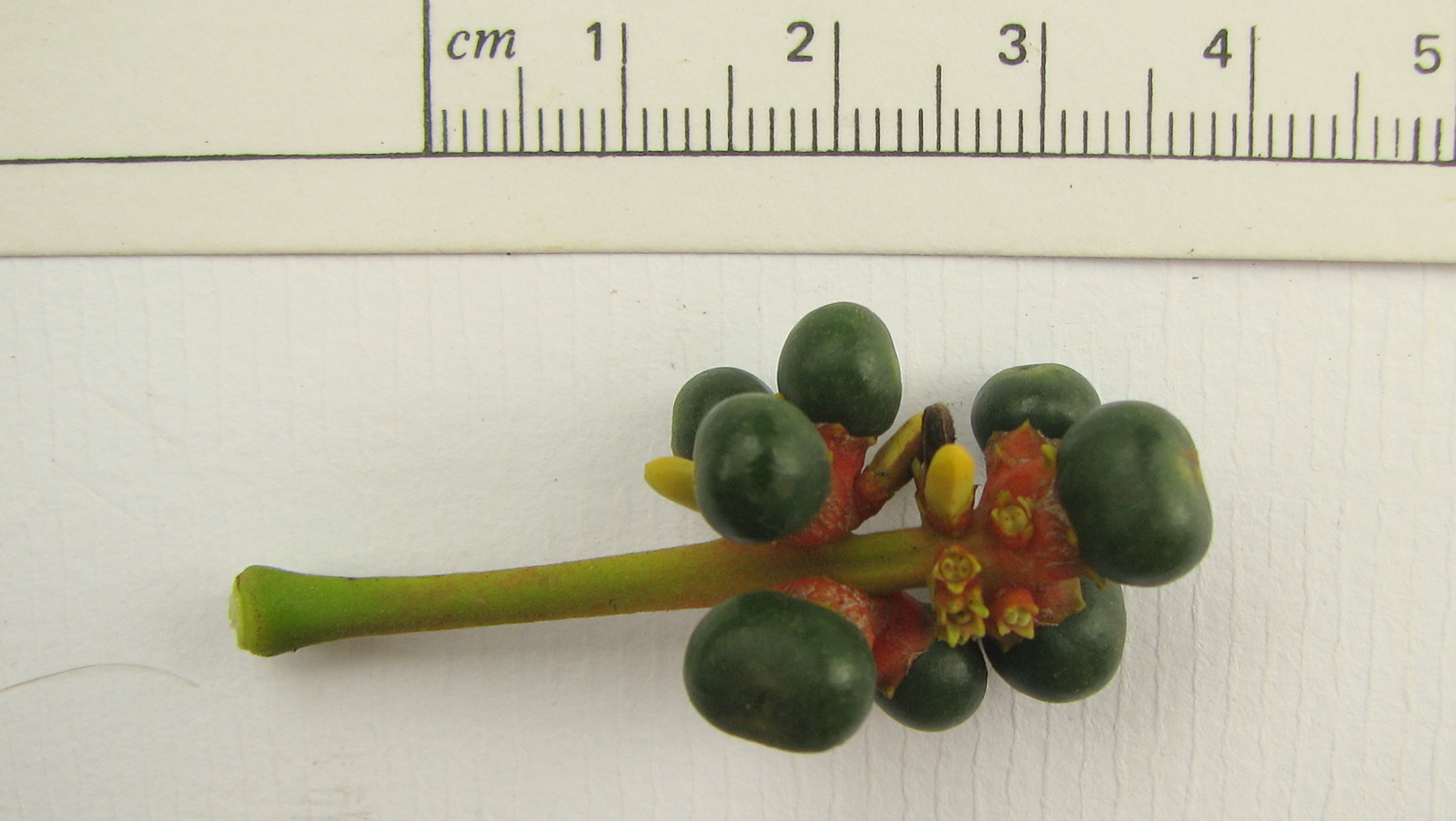
infrutescence
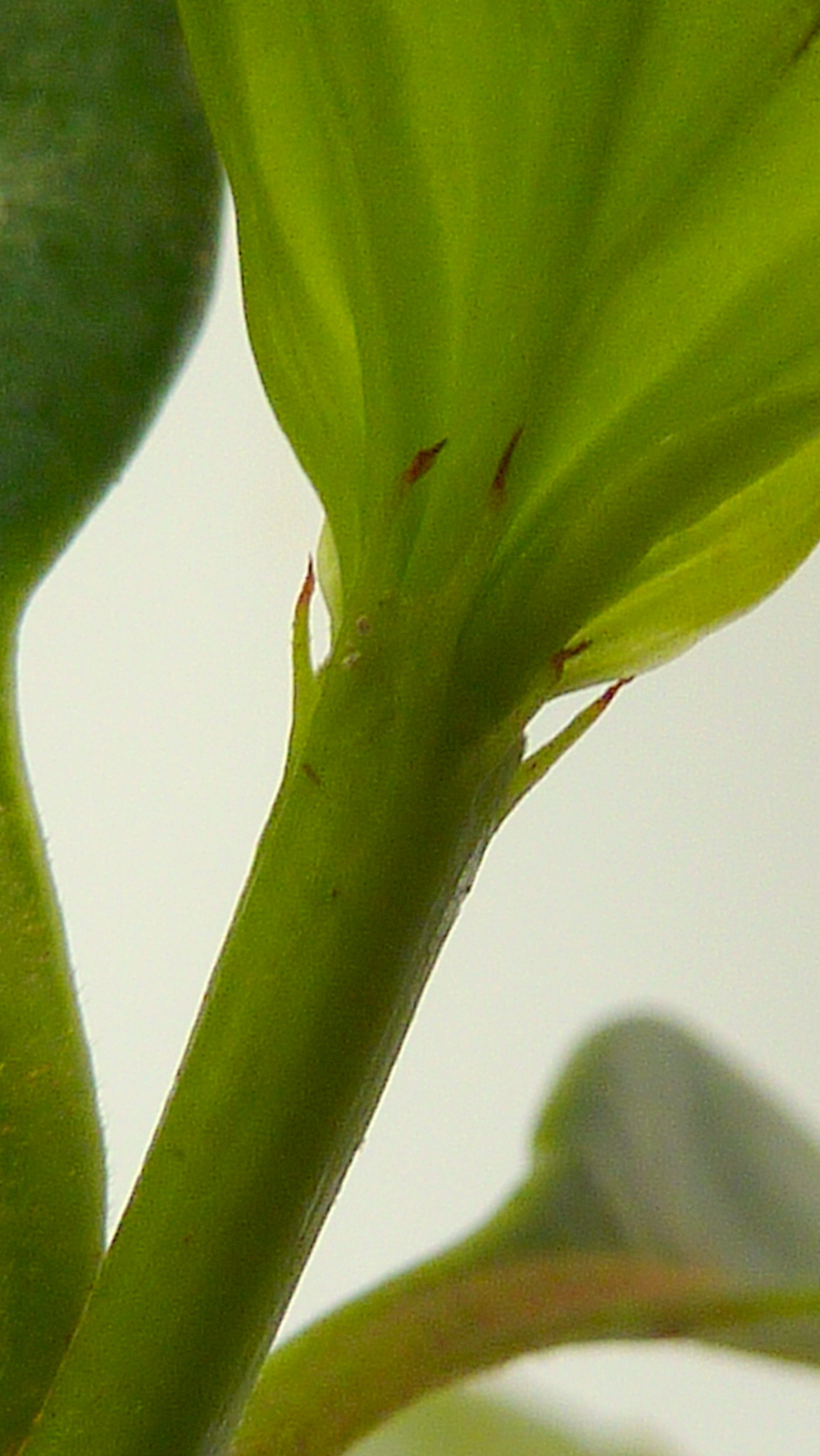
stipules
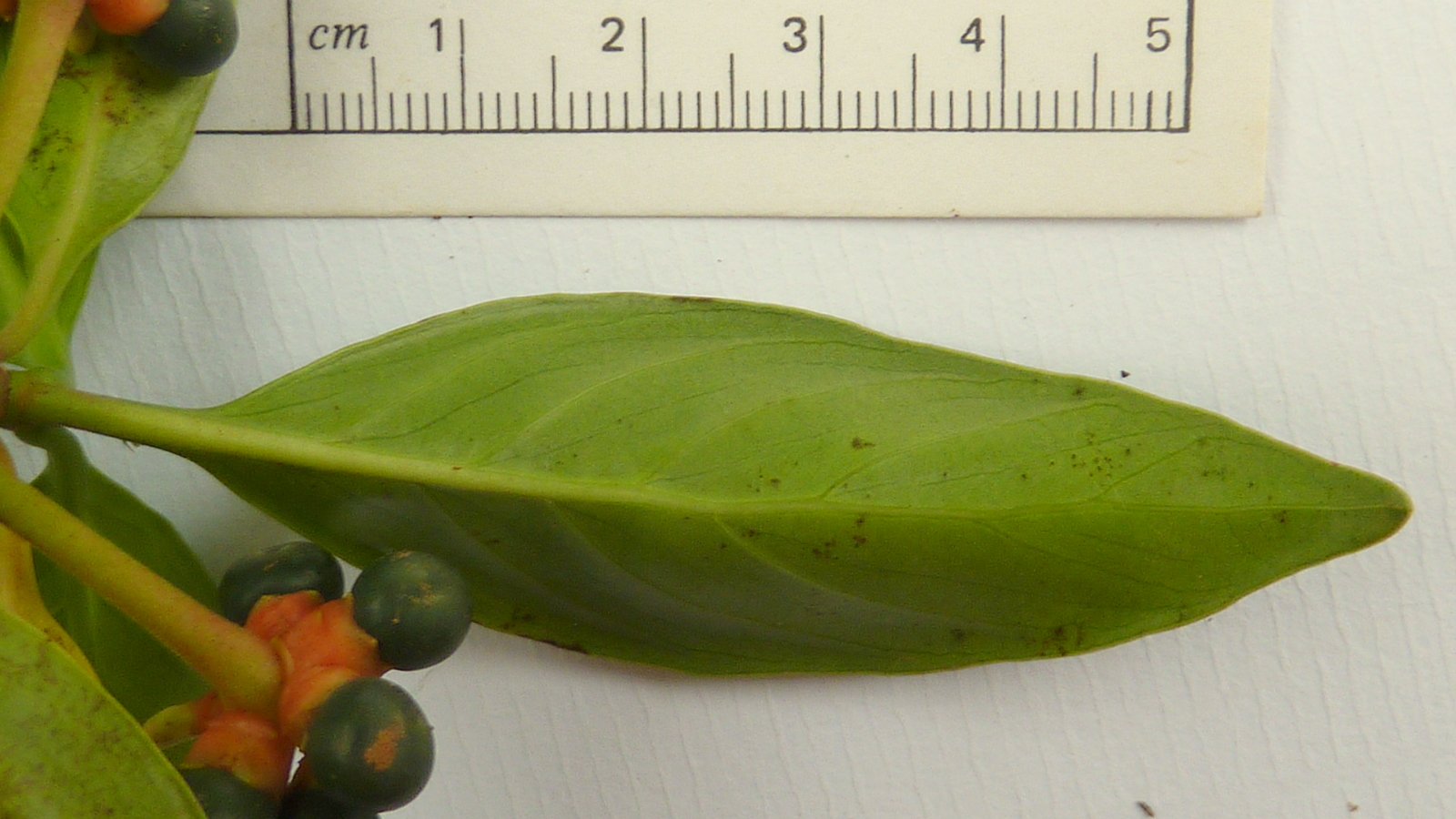
feuille